# Lankum
Lankum és un grup de música folk irlandesa contemporània, format a Dublín el 2002 pels germans Ian i Daragh Lynch.

## Història
Als 19 anys, Ian Lynch va deixar els estudis i es va mudar a Londres, on va passar un any tocant al carrer i vivint en cases ocupades. En tornar a Irlanda, va començar a escriure cançons punk de temàtica antisistema junt el seu germà Darragh Lynch, que havia començat a aprendre a tocar la guitarra. El duo va començar a actuar i gravar sota el nom de Lynched, publicant el seu àlbum debut, Where Did We Go Wrong?, el 2003 a través del segell independent Psalm O'The Vine. El disc va tenir bon acolliment, la qual cosa els va permetre realitzar algunes actuacions en festivals europeus abans d'embarcar-se en una gira de tres mesos per Mèxic i els Estats Units.
De tornada a Irlanda, el duo es va interessar per les sessions de música tradicional irlandesa que se celebraven en els pubs de Dublín. En una d'aquestes, van conèixer a la cantant Radie Peat i al violinista Cormac MacDiarmada. Els quatre membres principals de la banda es van unir a través de la desocupació mútua i les connexions establertes en tocar en les sessions. El 2014, els quatre integrants de la banda, encara sota el nom de Lynched, van publicar l'àlbum Cold Old Fire. L'àlbum va començar com un enregistrament del duo original dels germans Lynch, amb Cormac MacDiarmada i Radie Peat unint-se oficialment a la banda durant les sessions. A l'octubre de 2016 van anunciar en un comunicat que canviarien el seu nom a Lankum. El nom prové de la balada folklòrica «False Lankum», del cantant folk irlandès John Reilly.
El 2017, la banda va signar amb el segell discogràfic Rough Trade Records i van gravar en cinta analògica l'àlbum Between the Earth and Sky, sota la direcció de la productora i enginyera Julie McLarnon, abans de gravar la pista final «the Granite Gaze» i barrejar l'àlbum amb el productor John «Spud» Murphy en els Guerrilla Studios de Dublín. Va ser llançat el 27 d'octubre de 2017 i, posteriorment, nominat als premis Folk de la BBC Radio 2. La revista musical Mullo el va nomenar àlbum folk de l'any.
El 2019, la banda va enregistrar l'àlbum The Livelong Day amb el productor i enginyer John «Spud» Murphy. L'obra es va llançar el 25 d'octubre de 2019 i va guanyar el RTÉ Choice Prize de l'any. El vídeo del tema «The Young People», dirigit pel cineasta Bob Gallagher, va guanyar el premi al millor vídeo musical irlandès en el Festival de Cinema Irlandès de Londres.
A les acaballes de l'any 2019 es va anunciar la participació de la banda en la 30a edició del Festival Internacional d'Art Sacre de la Comunitat de Madrid, tenint prevista la seva actuació el 21 de març de 2020 a la sala de Pintures Negres de Goya en el Museu del Prado. No obstant això, el recital va haver de cancel·lar-se a causa de les mesures imposades per a fer front a la pandèmia de COVID-19.
El cinquè àlbum d'estudi de la banda, False Lankum, publicat el 2023, va ser llançat amb gran èxit de crítica i va augmentar significativament l'exposició de la banda. Va ser nominat al Premi Mercury i va ocupar un lloc destacat en diverses llistes d'èxits de cap d'any. Al maig de 2024, False Lankum va ser nominat al premi Ivor Novello al Millor àlbum.

## Discografia
- 2003 - Where Did We Go Wrong?! (com a Lynched)
- 2014 - Cold Old Fire (com a Lynched)
- 2017 - Between the Earth and Sky
- 2019 - The Livelong Day
- 2023 - False Lankum
- 2024 - Live in Dublin